# Hakaroa Vallée
 (septembre 2022).
Pour les articles homonymes, voir Vallée (homonymie).
Hakaroa Vallée, né le 29 août 2004 à Suresnes, est un militant français engagé dans la lutte contre les discriminations faites aux personnes diabétiques de type 1.

## Biographie
En 2016, il parcourt avec son père 210 km pour le Téléthon.
En 2018, à 13 ans, il traverse la France en courant et en vélo pour sensibiliser aux discriminations subies par les diabétiques,,.
L'année suivante, il milite notamment pour modifier les lois interdisant certains emplois aux diabétiques,,,
En 2021, pour sensibiliser au diabète de type 1, il parcourt le Tour de France en tandem avec Jean-Luc Perez, la veille des professionnels, sur le même parcours,.